# Partido Socialista (Argentina)
O Partido Socialista (PS), é um partido político argentino fundado em 28 de junho de 1896. O PS da Argentina é social-democrata, e internacionalmente está afiliado à Internacional Socialista desde 1951. Desde 2009 é o quarto maior partido político da Argentina em quantidade de filiados.
Entre as personalidades históricas mais importantes do partido destacam-se Alfredo Palacios, o primeiro deputado socialista da América Latina (1904), Juan B. Justo, primeiro tradutor ao espanhol de O Capital de Karl Marx, deputado (1912) e senador (1924), Alicia Moreau de Justo, Alfredo Bravo, membro fundador da Assembleia Permanente pelos Direitos Humanos e da Confederação de Trabalhadores da Educação da Argentina e membro da Confederação Socialista Argentina, Guillermo Estévez Boero, iniciador do Movimento Nacional Reformista (1960) e Partido Socialista Popular (1972), deputado (1987-2000).
Desde 2016 seu Presidente é Antonio Bonfatti (Presidente da Câmara de Deputados da Província de Santa Fé e ex-governador de Santa Fé). Entre suas principais figuras se encontram dirigentes como Hermes Binner (ex-governador da província de Santa Fé e ex-candidato presidencial nas eleições de 2011), Miguel Lifschitz (ex-governador de Santa Fé), Miguel Cappiello (Senador do Departamento Rosário da Província de Santa Fé, Mónica Fein (intendente da cidade de Rosário), Rubén Giustiniani (deputado da Província de Santa Fé) e Enrique Estévez (deputado nacional pela província de Santa Fé).